# Judith et sa servante (Gentileschi, Bilbao)
Pour les articles homonymes, voir Judith et sa servante.
Judith et sa servante est un tableau réalisé vers 1612 par le peintre italien Orazio Gentileschi. De format vertical, cette peinture à l'huile sur toile illustre un épisode du Livre de Judith, dans l'Ancien Testament. Elle représente Judith et sa servante en alerte après la décapitation d'Holopherne, dont la tête gît dans le panier de la domestique. Reçue en don en 2021, l'œuvre est conservée au musée des Beaux-Arts de Bilbao, à Bilbao, en Espagne.

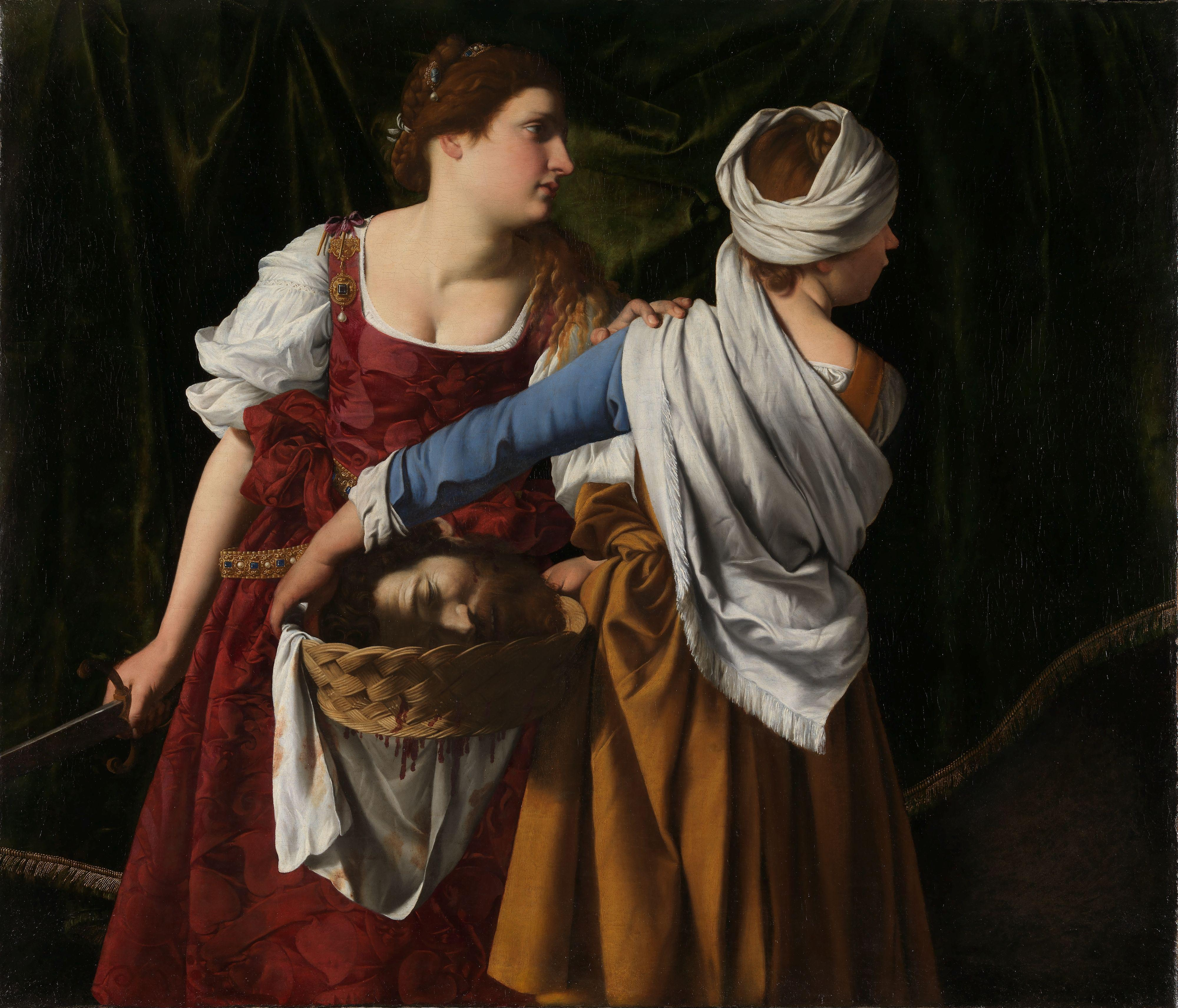
Orazio Gentileschi (et Artemisia Gentileschi ?), Judith et sa servante avec la tête d'Holopherne, vers 1608-1612 – Musée national, Oslo.
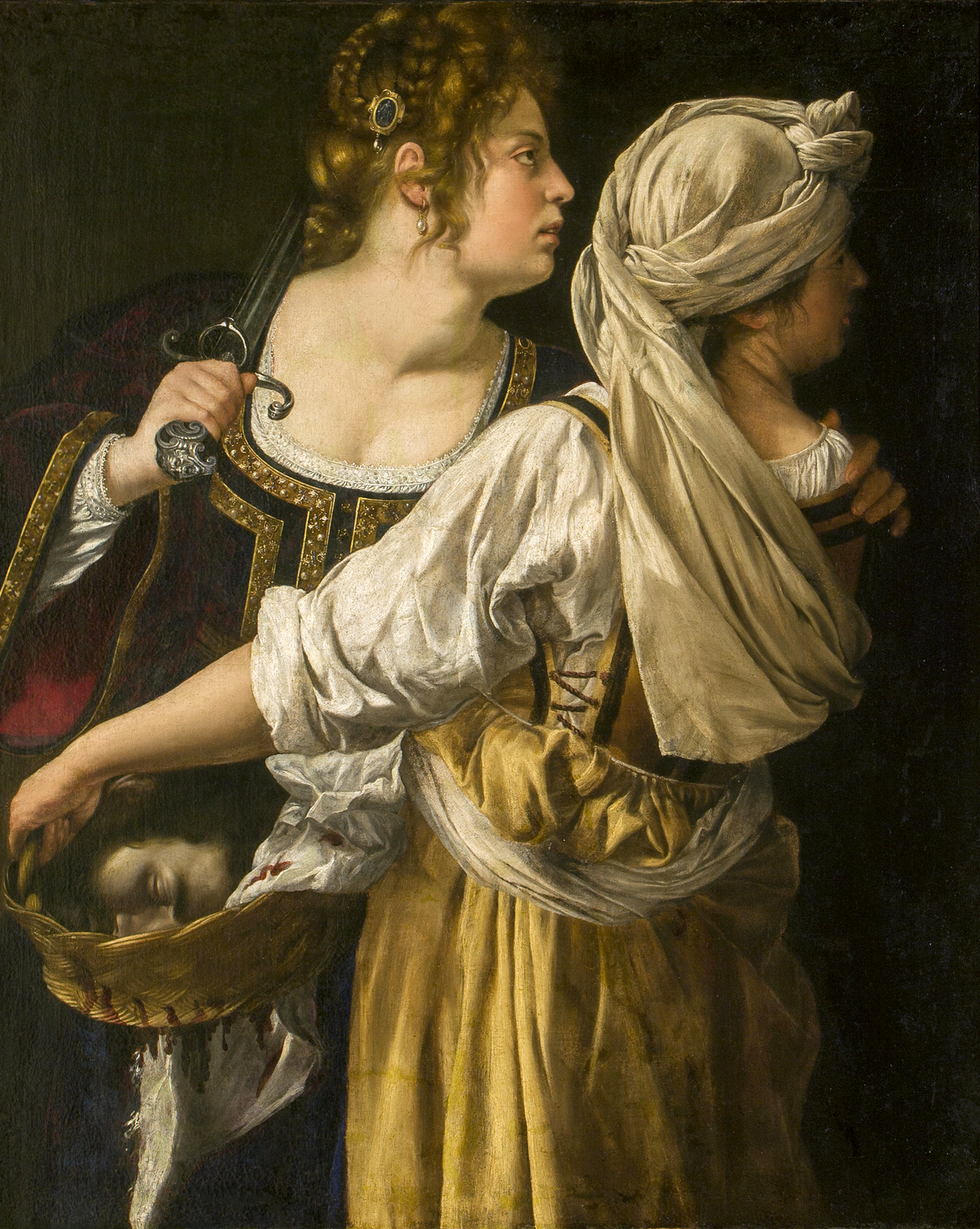
Artemisia Gentileschi, Judith et sa servante, vers 1615 – Galerie Palatine, Florence.